# Edward G. Winter
Edward Winter o Edward G. Winter (nascut el 1955) és un periodista, arxiver, historiador, col·leccionista i escriptor d'escacs anglès. Escriu regularment articles sobre escacs, anomenats Chess Notes, que són molt coneguts i difosos, i és també columnista per a la companyia ChessBase. És el periodista i historiador d'escacs de referència a nivell mundial. Sobre ell, Hans Ree ha escrit, «Winter és un eqüànim però implacable supervisor de la literatura d'escacs. Tots els escriptors d'escacs en anglès saben perfectament que si cometen un error en una data, passen per alt un mat en anàlisis d'una partida, o cometen un pecat contra l'anglès correcte, seran castigats per Winter, els ulls del qual tot ho veuen.»

## Chess Notes
De 1982 a 1989 va publicar les Chess Notes (notes d'escads), articles bimensuals, descrites pel seu autor, al primer article (gener-febrer de 1982), com a «Un fòrum per aficionats a discutir qualsevol qüestió sobre el passatemps reial». El 1993, Winter en va reprendre la publicació, aquest cop en format de columna sindicada, en diverses llengües arreu del món. Entre 1998 i 2001 publicà exclusivament a New In Chess. Posteriorment, publicà en línia al lloc web Chess Café. Des de setembre de 2004, Chess Notes es publica a la pàgina web Chess History Center. Des del 1996, diverses col·leccions d'articles seleccionats de Chess Notes s'han publicat en forma de llibres.

## Llibres
- Chess Facts and Fables (2006) ISBN 0-7864-2310-2
- A Chess Omnibus (2003) ISBN 1-888690-17-8
- Kings, Commoners and Knaves: Further Chess Explorations (1999) ISBN 1-888690-04-6
- Chess Explorations (1996) ISBN 1-85744-171-0
- Capablanca A Compendium of Games, Notes, Articles, Correspondence, Illustrations and Other Rare Archival Materials on the Cuban Chess Genius José Raúl Capablanca, 1888-1942 (1989) ISBN 0-89950-455-8
- World Chess Champions (1981) ISBN 0-08-024094-1